# Associazione Calcio Milan 2003-2004
Questa voce raccoglie le informazioni riguardanti l'Associazione Calcio Milan (denominata Milan Associazione Calcio fino al 28 ottobre 2003) nelle competizioni ufficiali della stagione 2003-2004.

## Stagione
In questa stagione avviene il cambio del nome della società: il 23 ottobre 2003 la denominazione passa da "Milan Associazione Calcio" a "Associazione Calcio Milan", ovvero al nome già utilizzato dai rossoneri dal 1945 al 1962. Per il 2003-2004 la squadra campione d'Europa si presenta ai nastri di partenza con i rinforzi Cafu, Giuseppe Pancaro e Kaká, giovane brasiliano proveniente dal San Paolo. Lasciano il club Chamot, Helveg e Roque Júnior. Kakà si fa subito notare da Ancelotti, che lo schiera spesso titolare al posto di Rui Costa o a fianco al portoghese, nelle partite in cui l'allenatore utilizza il 4-3-2-1 con due trequartisti a supporto dell'unica punta. Il resto della formazione tipo rimane quello della stagione precedente con le eccezioni di Cafu e Pancaro che vengono schierati come terzini al posto di Simic e Kaladze. In questa stagione Filippo Inzaghi fa sporadiche apparizioni in quanto bloccato da un infortunio, mentre Tomasson colleziona 37 presenze e segna 15 reti. Il brasiliano Rivaldo, sempre meno utilizzato da Ancelotti, rescinde il contratto in autunno.
Battuta ai rigori a East Rutherford dalla Juventus nella partita che assegna la Supercoppa italiana, la squadra poche settimane dopo trionfa a Montecarlo per 1-0, con rete di Andrij Ševčenko, nella Supercoppa UEFA contro il Porto, che poi vincerà la Champions League. Il Milan vince la sua quarta Supercoppa Europea. In campionato lotta ai vertici con la Juventus e con la Roma. A dicembre, per la Coppa Intercontinentale, sfida a Tokyo gli argentini del Boca Juniors guidati da Carlos Bianchi che, sulla panchina del Vélez Sarsfield, aveva battuto i rossoneri nella stessa competizione nove anni prima. La partita termina 1-1 (gol di Tomasson e Donnet) e si decide ai calci di rigore, dove i rossoneri perdono 3-1 sbagliando tre tiri dal dischetto con Pirlo, Seedorf e Costacurta. L'unico tiro dagli undici metri che si insacca è quello di Rui Costa. Il 21 dicembre Silvio Berlusconi, allora presidente del Consiglio dei ministri, è obbligato a lasciare la carica di presidente del Milan a seguito dell'approvazione di una legge disciplinante i conflitti d'interesse.

Il brasiliano Kaká, acquistato nell'estate del 2003, sarà la rivelazione della stagione diventando un punto fermo della formazione rossonera: qui festeggia il suo decisivo 0-1 nella trasferta di Empoli del 6 dicembre.

Dopo la sconfitta in Coppa Intercontinentale arriva anche la prima sconfitta in campionato, in casa contro l'Udinese prima della sosta natalizia. Il nuovo anno inizia con il successo all'Olimpico contro la capolista Roma guidata da Capello (2-1 grazie alla doppietta di Andrij Ševčenko), e a fine gennaio i rossoneri si portano in cima alla classifica in modo definitivo. Nei mesi successivi il Milan mantiene il primo posto e il 2 maggio, battendo ancora la Roma a San Siro (1-0 sempre con gol di Sheva dopo appena 80 secondi di gioco), si laurea campione d'Italia per la diciassettesima volta e con due turni d'anticipo sulla fine del torneo, distanziando la stessa formazione giallorossa. Andrij Ševčenko, autore del gol scudetto, è inoltre capocannoniere della Serie A con 24 reti.
La festa per lo scudetto si tiene all'ultima giornata, il 16 maggio 2004, in occasione di Milan-Brescia (4-2). Gli 82 punti finali conquistati rappresentano un record assoluto nella Serie A a 18 squadre con 3 punti per vittoria, mentre con gli 11 successi esterni nel torneo a 18 squadre, il club eguaglia il record di Juventus, Inter e del Milan 1963-64. Altro record è il maggiore vantaggio sulla seconda classificata, per i campionati a 18 squadre. Riguardo agli scontri diretti con le concorrenti, i rossoneri vincono le due gare disputate contro la Roma (battuta due volte anche in Coppa Italia), battono la Lazio (doppio 1-0), sconfiggono la Juventus a Torino (3-1 dopo l'1-1 di San Siro) e completano l'opera con le vittorie nei derby contro l'Inter. Il match di andata contro i nerazzurri registra il primo gol in Serie A di Kakà, mentre nella gara di ritorno i rossoneri ribaltano il 2-0 a favore dei rivali, con il quale si era chiuso il primo tempo, grazie ai gol di Tomasson, Kakà e Seedorf. Ševčenko in virtù delle 24 reti messe a segno è di nuovo capocannoniere della Serie A dopo quattro anni. L'ucraino si classifica quarto nella classifica per il Pallone d'oro 2003, preceduto da Paolo Maldini, terzo.
In Coppa Italia viene eliminato in semifinale dalla Lazio, poi vincitrice del trofeo, dopo aver avuto la meglio agli ottavi sulla Sampdoria e ai quarti sulla Roma.
In Champions League, la squadra è inserita in prima fascia per il sorteggio in quanto campione uscente: a farle compagnia sono Celta Vigo, Ajax (eliminato nei quarti di finale dell'edizione precedente) e Brugge. La prima partita, contro gli olandesi, finisce 1-0: il gol è di Inzaghi, al suo 46º centro nelle competizioni europee. Dopo il pareggio con gli spagnoli, i rossoneri perdono contro la formazione belga: è la seconda sconfitta stagionale, la prima dopo aver perso la Supercoppa. La gara di ritorno viene vinta per 1-0, con il primo gol di Kakà nelle coppe continentali; la qualificazione è aritmetica dopo il successo - ancora di misura - sui Lancieri, che rende ininfluente l'ultima giornata del gruppo in cui il Milan perde con gli iberici. Negli ottavi di finale, vengono superati i cechi dello Sparta Praga con uno 0-0 all'andata e un 4-1 al ritorno. Finisce 4-1 anche l'andata dei quarti con il Deportivo La Coruña che nel ritorno, tuttavia, si impone per 4-0 eliminando - non senza sorpresa - i rossoneri.

## Divise e sponsor
Lo sponsor tecnico per la stagione 2003-2004 è Adidas, mentre lo sponsor ufficiale è la Opel Meriva. La divisa è una maglia a strisce verticali della stessa dimensione, rosse e nere, con pantaloncini bianchi e calzettoni neri. La divisa di riserva è completamente bianca, mentre la terza divisa è una maglia grigia con pantaloncini e calzettoni neri.
Centralmente in alto vi è stampata la coccarda tricolore, data la vittoria della Coppa Italia della stagione precedente.
| Casa | Trasferta | Terza divisa | 1ª div. portiere | 2ª div. portiere |

## Organigramma societario
Area direttiva
- Presidente: Silvio Berlusconi
- Vice presidenti: Adriano Galliani (vicario), Paolo Berlusconi, Gianni Nardi
- Amministratore delegato: Adriano Galliani
- Assistente vice presidente vicario e amministratore delegato: Leonardo Nascimento de Araújo

Area organizzativa
- Direttore organizzativo: Umberto Gandini
- Team manager: Silvano Ramaccioni

Area comunicazione
- Direttore comunicazione: Vittorio Mentana
- Capo ufficio stampa: Paolo Tarozzi

Area tecnica
- Direttore sportivo: Ariedo Braida
- Allenatore: Carlo Ancelotti
- Allenatori in seconda: Giorgio Ciaschini, Mauro Tassotti
- Preparatore dei portieri: Villiam Vecchi
- Preparatori atletici: Giovanni Mauri, William Tillson, Daniele Tognaccini

Area sanitaria
- Coordinatore sanitario: Jean Pierre Meersseman
- Medico sociale: Massimiliano Sala
- Massaggiatori: Roberto Boerci, Roberto Morosi, Giorgio Puricelli, Tomislav Vrbnjak

## Rosa
| N. |                       | Ruolo | Calciatore               |
| -- | --------------------- | ----- | ------------------------ |
| 1  | Italia (bandiera)     | P     | Valerio Fiori            |
| 2  | Brasile (bandiera)    | D     | Cafu                     |
| 3  | Italia (bandiera)     | D     | Paolo Maldini (capitano) |
| 4  | Georgia (bandiera)    | D     | K'akhaber K'aladze       |
| 5  | Argentina (bandiera)  | C     | Fernando Redondo         |
| 7  | Ucraina (bandiera)    | A     | Andrij Ševčenko          |
| 8  | Italia (bandiera)     | C     | Gennaro Gattuso          |
| 9  | Italia (bandiera)     | A     | Filippo Inzaghi          |
| 10 | Portogallo (bandiera) | C     | Rui Costa                |
| 11 | Brasile (bandiera)    | A     | Rivaldo                  |
| 12 | Brasile (bandiera)    | P     | Dida                     |
| 13 | Italia (bandiera)     | D     | Alessandro Nesta         |
| 14 | Croazia (bandiera)    | D     | Dario Šimić              |
| 15 | Danimarca (bandiera)  | A     | Jon Dahl Tomasson        |

| N. |                        | Ruolo | Calciatore                            |
| -- | ---------------------- | ----- | ------------------------------------- |
| 18 | Italia (bandiera)      | A     | Marco Borriello                       |
| 19 | Italia (bandiera)      | D     | Alessandro Costacurta (vice capitano) |
| 20 | Paesi Bassi (bandiera) | C     | Clarence Seedorf                      |
| 21 | Italia (bandiera)      | C     | Andrea Pirlo                          |
| 22 | Brasile (bandiera)     | C     | Kaká                                  |
| 23 | Italia (bandiera)      | C     | Massimo Ambrosini                     |
| 24 | Danimarca (bandiera)   | D     | Martin Laursen                        |
| 25 | Brasile (bandiera)     | D     | Roque Júnior                          |
| 26 | Italia (bandiera)      | D     | Giuseppe Pancaro                      |
| 27 | Brasile (bandiera)     | C     | Serginho                              |
| 32 | Italia (bandiera)      | C     | Cristian Brocchi                      |
| 45 | Italia (bandiera)      | D     | Ignazio Abate                         |
| 77 | Italia (bandiera)      | P     | Christian Abbiati                     |
| 86 | Italia (bandiera)      | A     | Nicola Pozzi                          |

## Calciomercato

### Sessione estiva
| Acquisti | Acquisti             | Acquisti         | Acquisti                   |
| R.       | Nome                 | da               | Modalità                   |
| -------- | -------------------- | ---------------- | -------------------------- |
| P        | Gabriele Aldegani    | Livorno          | fine prestito              |
| D        | Cafu                 | Roma             | svincolato                 |
| D        | Fabricio Coloccini   | Atlético Madrid  | fine prestito              |
| D        | Giuseppe Pancaro     | Lazio            | definitivo                 |
| D        | Mohamed Sarr         | Ancona           | fine prestito              |
| C        | Demetrio Albertini   | Atlético Madrid  | fine prestito              |
| C        | Marco Donadel        | Lecce            | fine prestito              |
| C        | Massimo Donati       | Torino           | fine prestito              |
| C        | Kaká                 | San Paolo        | definitivo (8,5 milioni €) |
| A        | Mohammed Aliyu Datti | Siena            | fine prestito              |
| A        | Marco Borriello      | Empoli           | fine prestito              |
| A        | Vitali Kutuzov       | Sporting Lisbona | fine prestito              |

| Cessioni | Cessioni             | Cessioni       | Cessioni   |
| R.       | Nome                 | a              | Modalità   |
| -------- | -------------------- | -------------- | ---------- |
| P        | Gabriele Aldegani    | Rimini         | prestito   |
| D        | José Chamot          | Leganés        | definitivo |
| D        | Fabricio Coloccini   | Villarreal     | prestito   |
| D        | Thomas Helveg        | Inter          | definitivo |
| D        | Roque Júnior         | Leeds Utd      | prestito   |
| D        | Mohamed Sarr         | Atalanta       | prestito   |
| C        | Demetrio Albertini   | Lazio          | definitivo |
| C        | Catilina Aubameyang  | Triestina      | prestito   |
| C        | Ibrahim Ba           | Bolton         | definitivo |
| C        | Samuele Dalla Bona   | Bologna        | prestito   |
| C        | Marco Donadel        | Parma          | prestito   |
| C        | Massimo Donati       | Sampdoria      | prestito   |
| A        | Mohammed Aliyu Datti | Standard Liegi | definitivo |
| A        | Vitali Kutuzov       | Avellino       | prestito   |

### Trasferimenti tra la sessione estiva e invernale
| Acquisti | Acquisti | Acquisti | Acquisti |
| R.       | Nome     | da       | Modalità |
| -------- | -------- | -------- | -------- |

| Cessioni | Cessioni | Cessioni | Cessioni   |
| R.       | Nome     | a        | Modalità   |
| -------- | -------- | -------- | ---------- |
| A        | Rivaldo  | Cruzeiro | svincolato |

### Sessione invernale
| Acquisti | Acquisti     | Acquisti  | Acquisti      |
| R.       | Nome         | da        | Modalità      |
| -------- | ------------ | --------- | ------------- |
| D        | Roque Júnior | Leeds Utd | fine prestito |
| A        | Nicola Pozzi | Cesena    | definitivo    |

| Cessioni | Cessioni     | Cessioni | Cessioni |
| R.       | Nome         | a        | Modalità |
| -------- | ------------ | -------- | -------- |
| D        | Roque Júnior | Siena    | prestito |

## Risultati

### Serie A

#### Girone di andata
| Arbitro: | Collina (Viareggio) |

|  |           |                   |
|  | Marcatori | 30’, 75’ Ševčenko |

| Arbitro: | Rosetti (Torino) |

|                          |           |           |
| Ševčenko 10’ Inzaghi 86’ | Marcatori | 32’ Nervo |

| Arbitro: | Paparesta (Bari) |

|            |           |             |
| Vryzas 30’ | Marcatori | 19’ Gattuso |

| Arbitro: | Rosetti (Torino) |

|                                |           |  |
| Ševčenko 21’, 69’ Tomasson 90’ | Marcatori |  |

| Arbitro: | De Santis (Tivoli) |

|             |           |                                   |
| Martins 78’ | Marcatori | 39’ Inzaghi 46’ Kaká 77’ Ševčenko |

| Arbitro: | Racalbuto (Gallarate) |

|           |           |  |
| Pirlo 37’ | Marcatori |  |

| Arbitro: | Rosetti (Torino) |

|  |           |                                  |
|  | Marcatori | 38’ Tomasson 59’, 90+2’ Ševčenko |

| Arbitro: | Racalbuto (Gallarate) |

|              |           |             |
| Tomasson 65’ | Marcatori | 84’ Di Vaio |

| Parma 9 novembre 2003, ore 15:00 CET 9ª giornata | Parma               | 0 – 0 referto | Milan | Stadio Ennio Tardini (23.663 spett.)\| Arbitro: \| Collina (Viareggio) \| |
| Arbitro:                                         | Collina (Viareggio) |               |       |                                                                           |

| Arbitro: | Farina (Novi Ligure) |

|  |           |                     |
|  | Marcatori | 45+1’, 50’ Ševčenko |

| Arbitro: | Messina (Bergamo) |

|                   |           |  |
| Ševčenko 24’, 67’ | Marcatori |  |

| Arbitro: | Racalbuto (Gallarate) |

|  |           |          |
|  | Marcatori | 81’ Kaká |

| Arbitro: | Tombolini (Ancona) |

|                       |           |         |
| Kaká 38’ Tomasson 54’ | Marcatori | 87’ Flo |

| Arbitro: | Bertini (Arezzo) |

|          |           |                             |
| Cafu 70’ | Marcatori | 2’ Fava Passaro 51’ Sensini |

| Arbitro: | Paparesta (Bari) |

|               |           |                   |
| Cassano 45+3’ | Marcatori | 24’, 63’ Ševčenko |

| Arbitro: | Rosetti (Torino) |

|                               |           |            |
| Kaká 8’, 55’ Pirlo 71’ (rig.) | Marcatori | 2’ Torrisi |

| Arbitro: | Bertini (Arezzo) |

|  |           |             |
|  | Marcatori | 81’ Pancaro |

#### Girone di ritorno
| Arbitro: | Palanca (Roma 1) |

|                                                                     |           |  |
| Ševčenko 64’ (rig.) Rui Costa 71’ Tomasson 78’ (rig.) Kaká 84’, 90’ | Marcatori |  |

| Arbitro: | Pellegrino (Barcellona Pozzo di Gotto) |

|  |           |                           |
|  | Marcatori | 19’ Ševčenko 89’ Tomasson |

| Arbitro: | Trefoloni (Siena) |

|                                |           |                  |
| Rui Costa 74’ Pirlo 78’ (rig.) | Marcatori | 84’ (rig.) Fresi |

| Arbitro: | Pieri (Lucca) |

|               |           |              |
| Chevantón 19’ | Marcatori | 53’ Ševčenko |

| Arbitro: | Rosetti (Torino) |

|                                   |           |                              |
| Tomasson 56’ Kaká 57’ Seedorf 85’ | Marcatori | 15’ Stanković 40’ C. Zanetti |

| Arbitro: | Paparesta (Bari) |

|  |           |               |
|  | Marcatori | 75’ Ambrosini |

| Arbitro: | Trefoloni (Siena) |

|                                |           |          |
| Pirlo 17’ Inzaghi 35’ Kaká 49’ | Marcatori | 27’ Doni |

| Arbitro: | Collina (Viareggio) |

|             |           |                               |
| Ferrara 81’ | Marcatori | 25’ Ševčenko 63’, 75’ Seedorf |

| Arbitro: | Farina (Novi Ligure) |

|                                |           |               |
| Tomasson 33’, 52’ Ševčenko 65’ | Marcatori | 82’ Gilardino |

| Arbitro: | Paparesta (Bari) |

|                          |           |                         |
| Pirlo 80’ Ševčenko 90+7’ | Marcatori | 22’ Sculli 39’ Perrotta |

| Arbitro: | De Santis (Tivoli) |

|             |           |              |
| Amoruso 52’ | Marcatori | 42’ Tomasson |

| Arbitro: | Paparesta (Bari) |

|                  |           |  |
| Pirlo 86’ (rig.) | Marcatori |  |

| Arbitro: | Collina (Viareggio) |

|                   |           |                       |
| Chiesa 38’ (rig.) | Marcatori | 26’ Ševčenko 80’ Kaká |

| Udine 25 aprile 2004, ore 15:00 CEST 31ª giornata | Udinese            | 0 – 0 referto | Milan | Stadio Friuli (29.819 spett.)\| Arbitro: \| De Santis (Tivoli) \| |
| Arbitro:                                          | De Santis (Tivoli) |               |       |                                                                   |

| Arbitro: | Messina (Bergamo) |

|             |           |  |
| Ševčenko 2’ | Marcatori |  |

| Arbitro: | Ayroldi (Molfetta) |

|                                |           |              |
| Di Michele 7’ Cozza 30’ (rig.) | Marcatori | 51’ Ševčenko |

| Arbitro: | Giannoccaro (Lecce) |

|                                              |           |                    |
| Tomasson 36’, 59’ Ševčenko 37’ Rui Costa 66’ | Marcatori | 53’, 69’ Matuzalém |

### Coppa Italia

#### Fase finale
| Arbitro: | Dondarini (Finale Emilia) |

|  |           |                  |
|  | Marcatori | 79’ (aut.) Conte |

| Arbitro: | Dattilo (Locri) |

|             |           |  |
| Inzaghi 13’ | Marcatori |  |

| Arbitro: | Messina (Bergamo) |

|                              |           |           |
| Tomasson 40’ Ambrosini 90+1’ | Marcatori | 78’ Carew |

| Arbitro: | Pellegrino (Barcellona Pozzo di Gotto) |

|             |           |                        |
| Mancini 81’ | Marcatori | 49’ Nesta 57’ Tomasson |

| Arbitro: | Rosetti (Torino) |

|               |           |                    |
| Inzaghi 45+2’ | Marcatori | 1’ Fiore 36’ Couto |

| Arbitro: | Collina (Viareggio) |

|                                       |           |  |
| César 11’ Liverani 15’ Fiore 35’, 41’ | Marcatori |  |

### Champions League

#### Fase a gironi
| Arbitro: | Micheľ |

|             |           |  |
| Inzaghi 67’ | Marcatori |  |

| Vigo 1º ottobre 2003, ore 20:45 CEST 2ª giornata – Gruppo H | Celta Vigo | 0 – 0 referto | Milan | Stadio Balaídos (25.000 spett.)\| Arbitro: \| Riley \| |
| Arbitro:                                                    | Riley      |               |       |                                                        |

| Arbitro: | Øvrebø |

|  |           |             |
|  | Marcatori | 33’ Mendoza |

| Arbitro: | Fandel |

|  |           |          |
|  | Marcatori | 86’ Kaká |

| Arbitro: | Meier |

|  |           |              |
|  | Marcatori | 52’ Ševčenko |

| Arbitro: | De Bleeckere |

|          |           |                             |
| Kaká 40’ | Marcatori | 42’ Jesuli 71’ José Ignacio |

#### Fase ad eliminazione diretta
| Praga 24 febbraio 2004, ore 20:45 CET Ottavi di finale - Andata | Sparta Praga | 0 – 0 referto | Milan | Toyota Arena (25.000 spett.)\| Arbitro: \| Poll \| |
| Arbitro:                                                        | Poll         |               |       |                                                    |

| Arbitro: | Fandel |

|                                             |           |         |
| Inzaghi 45+2’ Ševčenko 66’, 79’ Gattuso 85’ | Marcatori | 59’ Jun |

| Arbitro: | Ivanov |

|                                      |           |              |
| Kaká 45’, 49’ Ševčenko 46’ Pirlo 53’ | Marcatori | 11’ Pandiani |

| Arbitro: | Meier |

|                                            |           |  |
| Pandiani 5’ Valerón 35’ Luque 44’ Fran 76’ | Marcatori |  |

### Supercoppa italiana
| Arbitro: | Collina (Viareggio) |

|                                                 |                      |                              |
| Trezeguet 105+3’                                | Marcatori            | 105+2’ (rig.) Pirlo          |
| Di Vaio Trezeguet Birindelli Camoranesi Ferrara | Tiri di rigore 5 – 3 | Pirlo Serginho Brocchi Nesta |

### Supercoppa UEFA
| Arbitro: | Barber |

|              |           |  |
| Ševčenko 10’ | Marcatori |  |

### Coppa Intercontinentale
| Arbitro: | Ivanov |

|                                  |                      |                                    |
| Donnet 29’                       | Marcatori            | 23’ Tomasson                       |
| Schiavi Battaglia Donnet Cascini | Tiri di rigore 3 – 1 | Pirlo Rui Costa Seedorf Costacurta |

## Statistiche

### Statistiche di squadra
| Competizione            | Punti | In casa | In casa | In casa | In casa | In casa | In casa | In trasferta | In trasferta | In trasferta | In trasferta | In trasferta | In trasferta | Totale | Totale | Totale | Totale | Totale | Totale | DR  |
| Competizione            | Punti | G       | V       | N       | P       | Gf      | Gs      | G            | V            | N            | P            | Gf           | Gs           | G      | V      | N      | P      | Gf     | Gs     | DR  |
| ----------------------- | ----- | ------- | ------- | ------- | ------- | ------- | ------- | ------------ | ------------ | ------------ | ------------ | ------------ | ------------ | ------ | ------ | ------ | ------ | ------ | ------ | --- |
| Serie A                 | 82    | 17      | 14      | 2       | 1       | 39      | 15      | 17           | 11           | 5            | 1            | 26           | 9            | 34     | 25     | 7      | 2      | 65     | 24     | +41 |
| Coppa Italia            | -     | 3       | 2       | 0       | 1       | 4       | 3       | 3            | 2            | 0            | 1            | 3            | 3            | 6      | 4      | 0      | 2      | 7      | 8      | -1  |
| Champions League        | -     | 5       | 3       | 0       | 2       | 10      | 5       | 5            | 2            | 2            | 1            | 2            | 4            | 10     | 5      | 2      | 3      | 12     | 9      | +3  |
| Supercoppa italiana     | -     | -       | -       | -       | -       | -       | -       | -            | -            | -            | -            | -            | -            | 1      | 0      | 1      | 0      | 1      | 1      | 0   |
| Supercoppa UEFA         | -     | -       | -       | -       | -       | -       | -       | -            | -            | -            | -            | -            | -            | 1      | 1      | 0      | 0      | 1      | 0      | +1  |
| Coppa Intercontinentale | -     | -       | -       | -       | -       | -       | -       | -            | -            | -            | -            | -            | -            | 1      | 0      | 1      | 0      | 1      | 1      | 0   |
| Totale                  | -     | 25      | 19      | 2       | 4       | 53      | 23      | 25           | 15           | 7            | 3            | 31           | 16           | 53     | 35     | 11     | 7      | 87     | 43     | +44 |

### Statistiche dei giocatori
Sono in corsivo i calciatori che hanno lasciato la società durante la stagione.
| Giocatore     | Serie A  | Serie A | Serie A     | Serie A    | Coppa Italia | Coppa Italia | Coppa Italia | Coppa Italia | Champions League | Champions League | Champions League | Champions League | Supercoppa italiana + Supercoppa UEFA + Coppa Intercontinentale | Supercoppa italiana + Supercoppa UEFA + Coppa Intercontinentale | Supercoppa italiana + Supercoppa UEFA + Coppa Intercontinentale | Supercoppa italiana + Supercoppa UEFA + Coppa Intercontinentale | Totale   | Totale | Totale      | Totale     |
| Giocatore     | Presenze | Reti    | Ammonizioni | Espulsioni | Presenze     | Reti         | Ammonizioni  | Espulsioni   | Presenze         | Reti             | Ammonizioni      | Espulsioni       | Presenze                                                        | Reti                                                            | Ammonizioni                                                     | Espulsioni                                                      | Presenze | Reti   | Ammonizioni | Espulsioni |
| ------------- | -------- | ------- | ----------- | ---------- | ------------ | ------------ | ------------ | ------------ | ---------------- | ---------------- | ---------------- | ---------------- | --------------------------------------------------------------- | --------------------------------------------------------------- | --------------------------------------------------------------- | --------------------------------------------------------------- | -------- | ------ | ----------- | ---------- |
| I. Abate      | 0        | 0       | 0           | 0          | 1            | 0            | 0            | 0            | 1                | 0                | 0                | 0                | 0                                                               | 0                                                               | 0                                                               | 0                                                               | 2        | 0      | 0           | 0          |
| C. Abbiati    | 2        | -4      | 0           | 0          | 4            | -6           | 0            | 0            | 1                | -2               | 0                | 0                | 1+0+0                                                           | -1+-0+-0                                                        | 0                                                               | 0                                                               | 8        | -13    | 0           | 0          |
| M. Ambrosini  | 20       | 1       | 2           | 1          | 3            | 1            | 0            | 0            | 6                | 0                | 1                | 0                | 1+1+1                                                           | 0                                                               | 0+1+0                                                           | 0                                                               | 32       | 2      | 4           | 1          |
| M. Borriello  | 4        | 0       | 1           | 0          | 6            | 0            | 0            | 0            | 1                | 0                | 0                | 0                | 0                                                               | 0                                                               | 0                                                               | 0                                                               | 11       | 0      | 1           | 0          |
| C. Brocchi    | 11       | 0       | 0           | 0          | 6            | 0            | 1            | 1            | 3                | 0                | 1                | 0                | 1+0+0                                                           | 0                                                               | 0                                                               | 0                                                               | 21       | 0      | 2           | 1          |
| Cafu          | 28       | 1       | 3           | 0          | 1            | 0            | 0            | 0            | 9                | 0                | 2                | 0                | 1+1+1                                                           | 0                                                               | 0+0+1                                                           | 0                                                               | 41       | 1      | 6           | 0          |
| A. Costacurta | 22       | 0       | 2           | 0          | 5            | 0            | 2            | 0            | 8                | 0                | 1                | 0                | 0+0+1                                                           | 0                                                               | 0                                                               | 0                                                               | 36       | 0      | 5           | 0          |
| Dida          | 32       | -20     | 0           | 0          | 2            | -2           | 0            | 0            | 9                | -7               | 0                | 0                | 0+1+1                                                           | -0+-0+-1                                                        | 0                                                               | 0                                                               | 45       | -30    | 0           | 0          |
| V. Fiori      | 0        | -0      | 0           | 0          | 1            | -0           | 0            | 0            | 0                | -0               | 0                | 0                | 0                                                               | -0                                                              | 0                                                               | 0                                                               | 1        | -0     | 0           | 0          |
| G. Gattuso    | 33       | 1       | 2           | 0          | 2            | 0            | 0            | 0            | 7                | 1                | 2                | 1                | 1+1+1                                                           | 0                                                               | 0                                                               | 0                                                               | 45       | 2      | 4           | 1          |
| F. Inzaghi    | 14       | 3       | 0           | 0          | 3            | 2            | 0            | 0            | 8                | 2                | 1                | 0                | 1+1+1                                                           | 0                                                               | 0                                                               | 0                                                               | 28       | 7      | 1           | 0          |
| Kaká          | 30       | 10      | 5           | 0          | 4            | 0            | 0            | 0            | 10               | 4                | 0                | 0                | 0+0+1                                                           | 0                                                               | 0+0+1                                                           | 0                                                               | 45       | 14     | 6           | 0          |
| K. Kaladze    | 6        | 0       | 0           | 1          | 3            | 0            | 0            | 0            | 1                | 0                | 0                | 0                | 1+0+0                                                           | 0                                                               | 0                                                               | 0                                                               | 11       | 0      | 0           | 1          |
| M. Laursen    | 10       | 0       | 0           | 0          | 6            | 0            | 0            | 0            | 3                | 0                | 0                | 0                | 0                                                               | 0                                                               | 0                                                               | 0                                                               | 19       | 0      | 0           | 0          |
| P. Maldini    | 30       | 0       | 5           | 1          | 0            | 0            | 0            | 0            | 9                | 0                | 1                | 0                | 1+1+1                                                           | 0                                                               | 1+0+0                                                           | 0                                                               | 42       | 0      | 7           | 1          |
| A. Nesta      | 26       | 0       | 5           | 0          | 4            | 1            | 0            | 0            | 6                | 0                | 0                | 1                | 1+1+0                                                           | 0                                                               | 0                                                               | 0                                                               | 38       | 1      | 5           | 1          |
| G. Pancaro    | 21       | 1       | 2           | 1          | 3            | 0            | 0            | 0            | 7                | 0                | 1                | 0                | 0+1+1                                                           | 0                                                               | 0                                                               | 0                                                               | 33       | 1      | 3           | 1          |
| A. Pirlo      | 32       | 6       | 3           | 0          | 0            | 0            | 0            | 0            | 9                | 1                | 2                | 0                | 1+1+1                                                           | 1+0+0                                                           | 0+1+0                                                           | 0                                                               | 44       | 8      | 6           | 0          |
| N. Pozzi      | 0        | 0       | 0           | 0          | 0            | 0            | 0            | 0            | 0                | 0                | 0                | 0                | 0                                                               | 0                                                               | 0                                                               | 0                                                               | 0        | 0      | 0           | 0          |
| F. Redondo    | 8        | 0       | 0           | 0          | 5            | 0            | 0            | 0            | 1                | 0                | 0                | 0                | 0                                                               | 0                                                               | 0                                                               | 0                                                               | 14       | 0      | 0           | 0          |
| Rivaldo       | 0        | 0       | 0           | 0          | 0            | 0            | 0            | 0            | 1                | 0                | 0                | 0                | 0+1+0                                                           | 0                                                               | 0                                                               | 0                                                               | 2        | 0      | 0           | 0          |
| Roque Júnior  | 0        | 0       | 0           | 0          | 0            | 0            | 0            | 0            | 0                | 0                | 0                | 0                | 0                                                               | 0                                                               | 0                                                               | 0                                                               | 0        | 0      | 0           | 0          |
| Rui Costa     | 28       | 3       | 2           | 0          | 4            | 0            | 0            | 0            | 6                | 0                | 0                | 0                | 1+1+1                                                           | 0                                                               | 0                                                               | 0                                                               | 41       | 3      | 2           | 0          |
| C. Seedorf    | 29       | 3       | 2           | 0          | 5            | 0            | 0            | 0            | 8                | 0                | 0                | 0                | 1+1+1                                                           | 0                                                               | 0+1+0                                                           | 0                                                               | 45       | 3      | 3           | 0          |
| Serginho      | 20       | 0       | 1           | 0          | 5            | 0            | 0            | 0            | 7                | 0                | 0                | 0                | 1+0+0                                                           | 0                                                               | 0                                                               | 0                                                               | 33       | 0      | 1           | 0          |
| A. Ševčenko   | 32       | 24      | 3           | 0          | 1            | 0            | 0            | 0            | 9                | 4                | 0                | 0                | 1+1+1                                                           | 0+1+0                                                           | 0                                                               | 0                                                               | 45       | 29     | 3           | 0          |
| D. Šimić      | 10       | 0       | 1           | 0          | 6            | 0            | 0            | 0            | 2                | 0                | 0                | 0                | 0+1+0                                                           | 0                                                               | 0                                                               | 0                                                               | 19       | 0      | 1           | 0          |
| J.D. Tomasson | 26       | 12      | 0           | 0          | 4            | 2            | 0            | 0            | 6                | 0                | 0                | 0                | 0+0+1                                                           | 0+0+1                                                           | 0                                                               | 0                                                               | 37       | 15     | 0           | 0          |